# Infanterist Wamperls dreijähriges Pech
Infanterist Wamperls dreijähriges Pech ist ein österreichisches Stummfilmlustspiel des Regiedebütanten Robert Wohlmuth mit Johannes Roth in der Titelrolle.

## Handlung
Xaver Blasius Wamperl ist ein einfältiges Landei, ein kleiner, unscheinbarer und bauchiger Österreicher, der eines Tages eingezogen wird. Damit ist er auf dem besten Wege, ein zweiter Schwejk zu werden, denn während seiner dreijährigen Dienstzeit stolpert er von einem Missgeschick ins Nächste und hat mit allerlei Tücken eines Lebens im Waffenrock und den ihn herumschubsenden Vorgesetzten zu kämpfen. Erst ein unerwarteter Zwischenfall bringt Wamperl in dieser Zeit auf angenehmere Bahnen, denn der einfache Rekrut wird mit dem hochadeligen Kasimir Bodo Pankratius Leuthold Anastasius Gotthelf Maria Poseidon Hagen, Fürst von und zu Lippert verwechselt, was nun zu allerlei Konfusionen und Durcheinander auf dem Kasernenhof führt. Schließlich wird Xavers Durchhalte- und Stehvermögen sogar mit einer neuen Liebe, einem einfachen aber lieben Mädchen vom Lande, belohnt.

## Produktionsnotizen
Infanterist Wamperls dreijähriges Pech, auch bekannt unter dem Titel Amor im Pechkessel, entstand in der zweiten Jahreshälfte und wurde am 25. März 1927 in der österreichischen Hauptstadt uraufgeführt. Die Filmlänge betrug etwa 2300 Meter, verteilt auf sechs Akte.
Die Filmbauten stammen von Stefan Wessely und Hans Rouc.

## Wissenswertes
Die Figur des komischen, dicken Infanteriesoldaten der k.u.k.-Monarchie Wamperl, dem Mikosch in entsprechenden Kinoklamotten der 1920er bis 1950er Jahre nicht unähnlich, wurde in unregelmäßigen Abständen auf die österreichische Leinwand gebracht. 1912 sah man den sich geschickt durch alle Widrigkeiten wurstelnden Soldaten wider Willen erstmals in dem kurzen Film Wamperls und Siegellacks Liebesabenteuer und 1916 in dem Propagandafilm Wien im Krieg. 1920 folgte der Streifen Wamperls Opernlaufbahn, erneut mit Josef Gutmayer, dem Ur-Wamperl-Darsteller aus dem ersten Film von 1912, in der Titelrolle.

## Kritiken
In Die Stunde ist zu lesen: „Johannes Roth spielt die Hauptrolle  dieses Films, der eine köstliche Militär-Groteske ist und wohltuend absticht  von Militärfilmen, die in Hurrastimmung machen.“
Die Salzburger Chronik wiederum schrieb: „Ein Film voll Tollheiten und beißender Persiflage der seinerzeitigen Serenissmus-Dummheiten ... Man unterhält sich prächtig, was ja doch die Hauptsache ist.“
Das Tagblatt befand: „… jene ausgezeichnete Satire auf die ehemalige k.u.k.-Kasernhofzeit, die auch dem Gottesgnadentum derer „von und zu“ ihre bissigen Hiebe versetzt.“
In neueren Zeiten kam man zu folgender Analyse: “1927, nach dem Ende der Ära der Monumentalfilme internationalen Zuschnitts, begann man in Österreich mit der zumeist sehr freien künstlerischen Aufarbeitung eigener historischer Vergangenheit, die oft wie in einer Vorwegnahme des Heimatfilm-Genres in eine Pastorale und/oder Militär-Burleske mündete. Die Darstellungen des soldatischen Lebens sind in ihrer filmischen Ausführung vordergründig karikaturhaft. Keine letzten Tage der Menschheit spiegeln sich darin, sie wirken eher wie gemütlich-pittoreske Illustrationen zu Erzählungen von Alexander Roda Roda. Pyknische und leptosome Wesen mit aufgeklebten Bärten und Nasen »verkörpern« im wahrsten Sinne des Wortes rustikale »Miles (in)gloriosus«-Varianten. INFANTERIST WAMPERLS DREIJÄHRIGES PECH, mit dem ebenfalls barocken Alternativtitel AMOR IM PECHKESSEL, ist ein solches Beispiel.”